# Sukeva
Sukeva är en tätort (finska: taajama) i Sonkajärvi kommun i landskapet Norra Savolax i Finland. Vid tätortsavgränsningen den 31 december 2021 hade Sukeva 347 invånare och omfattade en landareal av 1,63 kvadratkilometer.